# Taeniurops meyeni
A Taeniurops meyeni a porcos halak (Chondrichthyes) osztályának sasrájaalakúak (Myliobatiformes) rendjébe, ezen belül a tüskésrájafélék (Dasyatidae) családjába tartozó faj.
Manapság nemének az egyetlen faja, azonban korábban a Taeniura nembe volt besorolva Taeniura melanospila Bleeker 1853 név alatt.

## Előfordulása
A Taeniurops meyeni előfordulási területe az Indiai-óceán, a Vörös-tenger, valamint a Csendes-óceán keleti és nyugati széleinek a középső részei.

## Képek

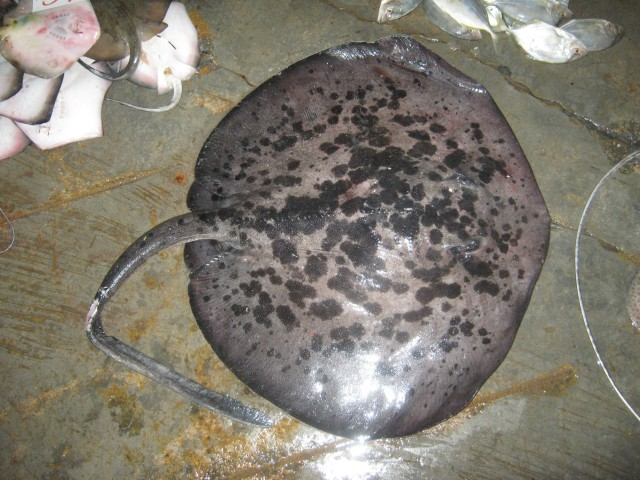
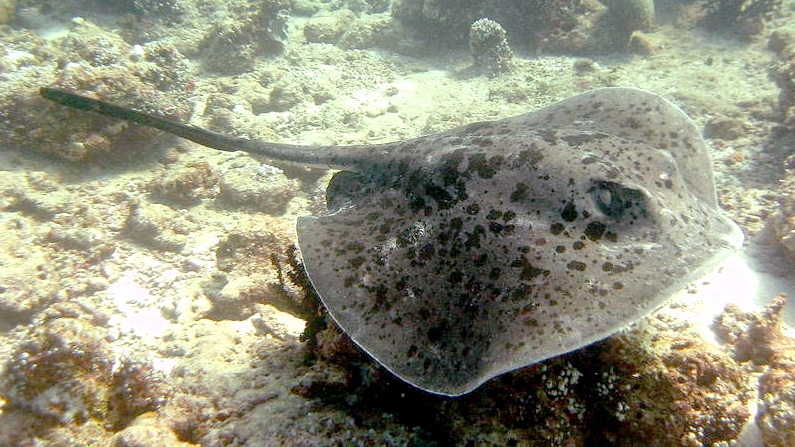
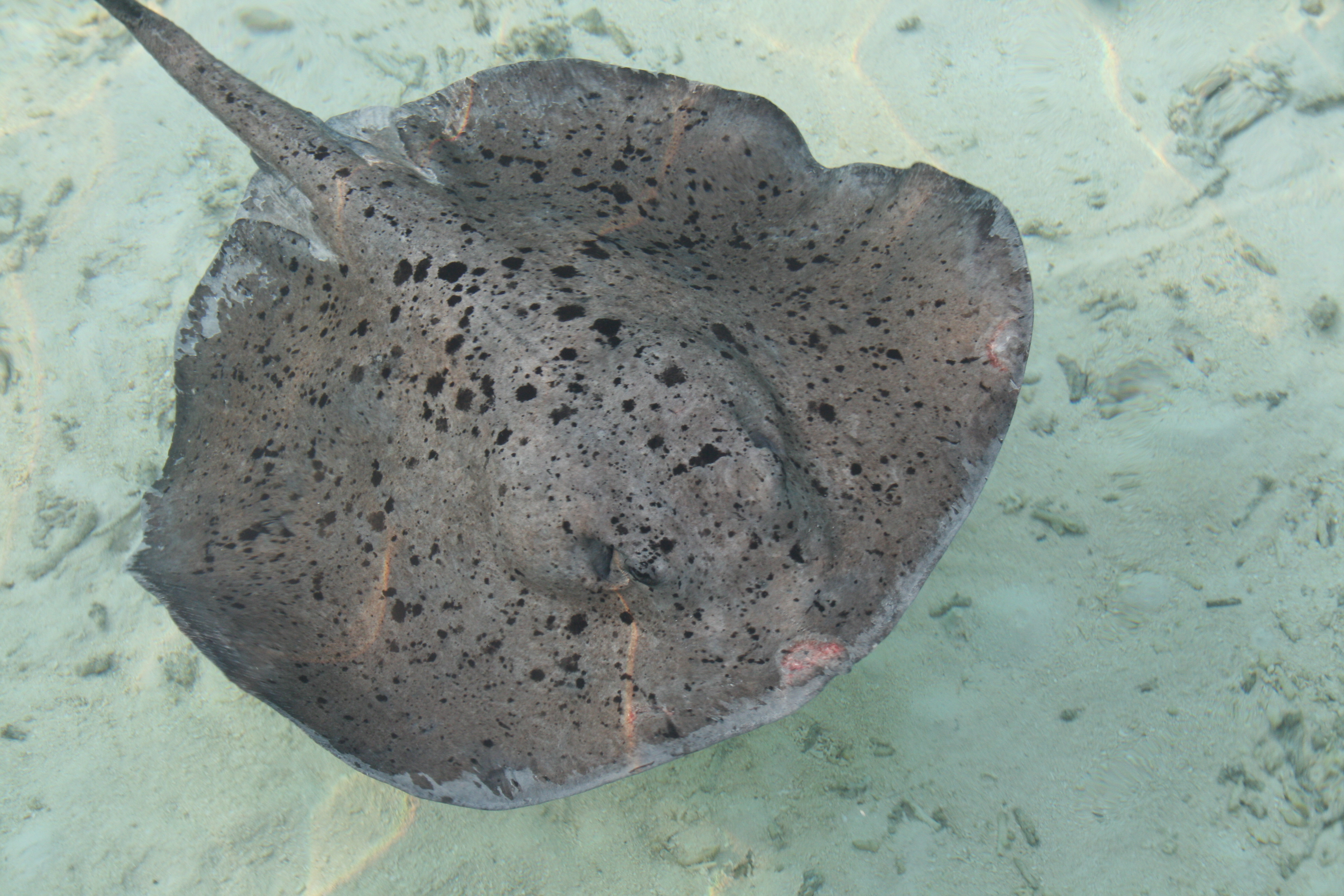
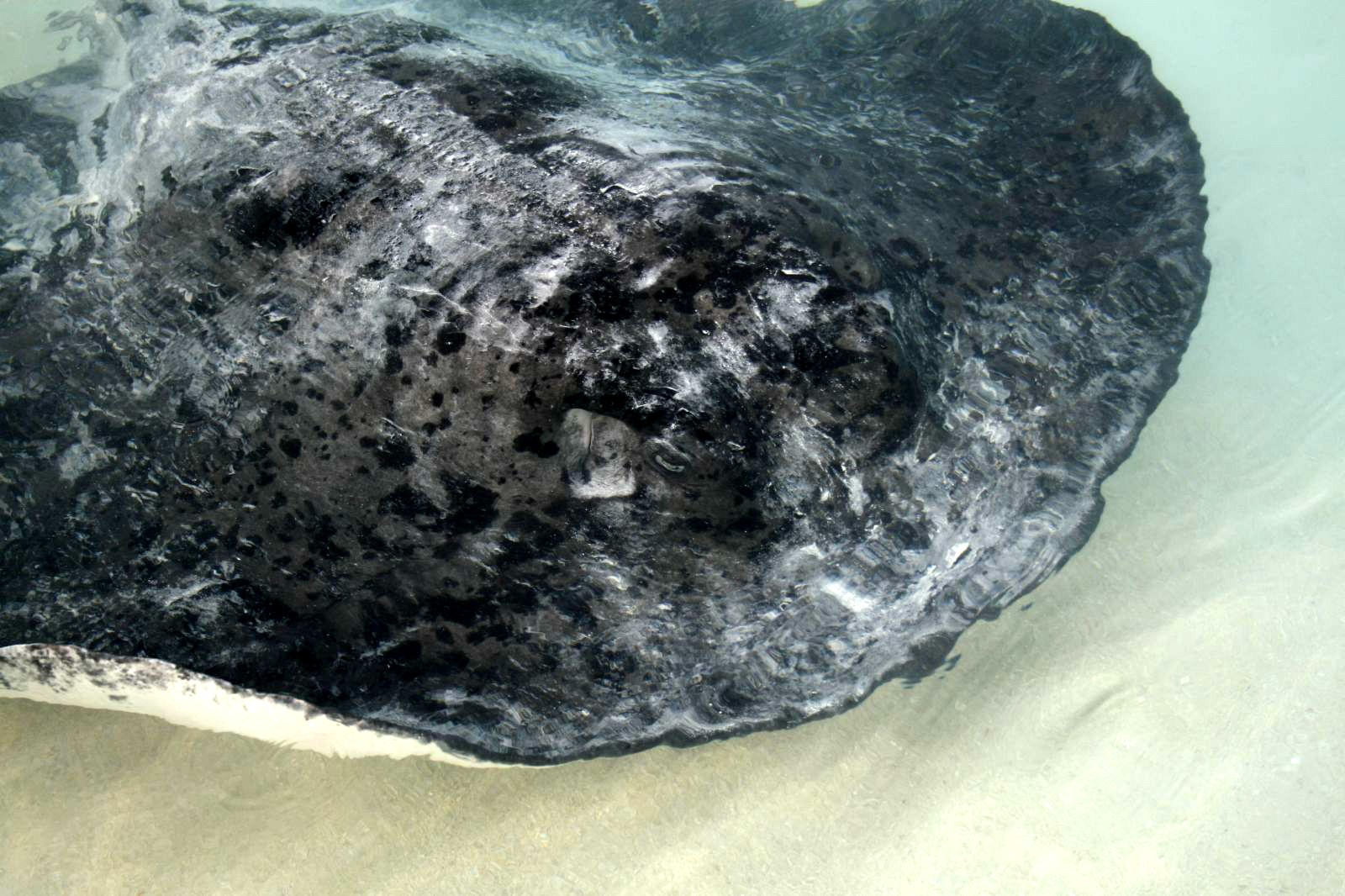
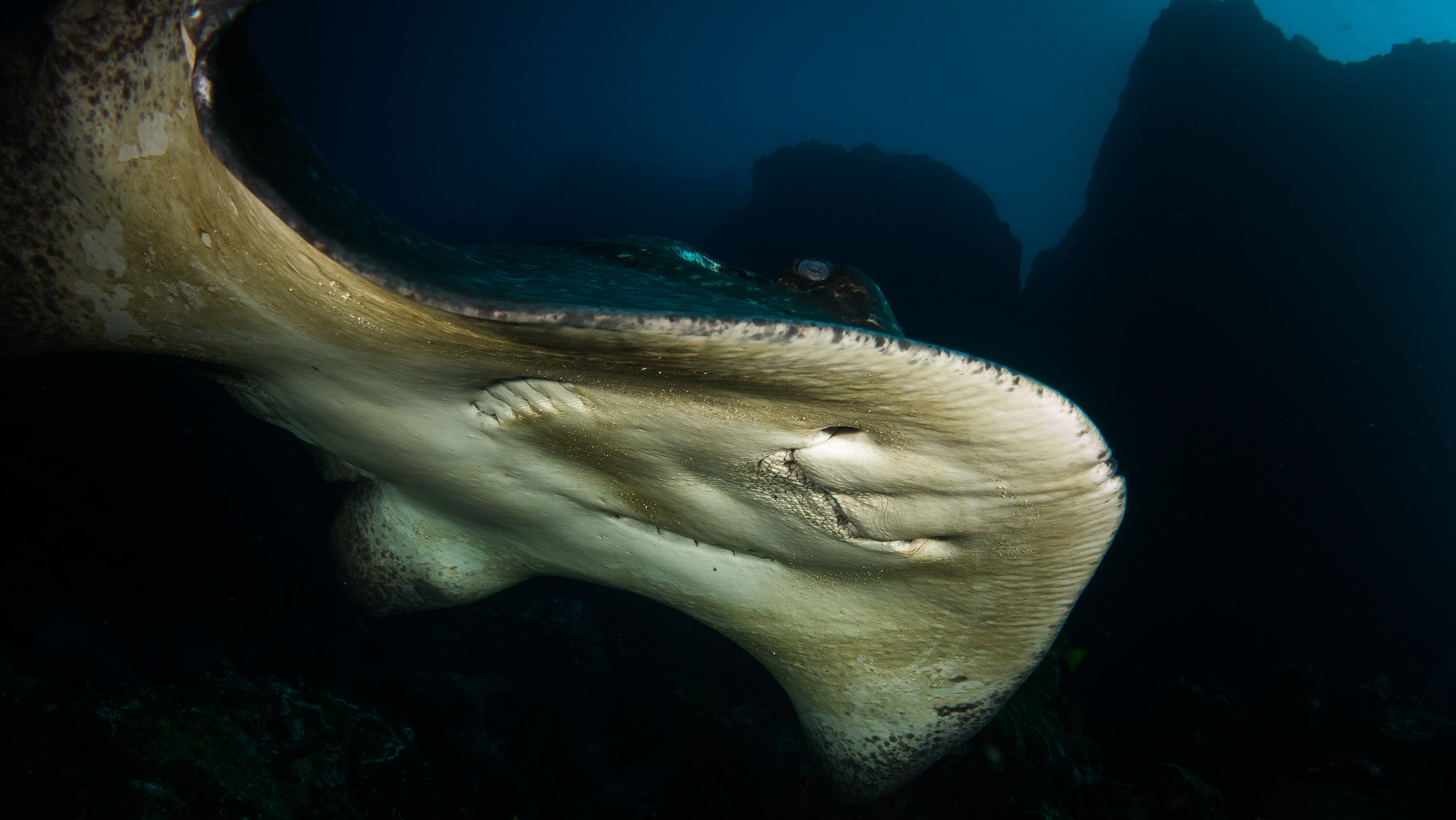

## Megjelenése
Ez a porcoshal az orra hegyétől a farka végéig elérheti a 330 centiméteres hosszúságot is, de már 100-110 centiméteresen felnőttnek számít. A legnagyobb kifogott példány 150 kilogrammos volt. A színe feketén-fehéren foltozott, tarkított. A mellúszói lekerekítettek.

## Életmódja
Trópusi rája, amely 1-500, de általában 20-60 méteres mélységek között található meg. A lagúnáktól kezdve a vízalatti sziklaszirtekig sokfelé megél. Kagylókkal, rákokkal, kis rákokkal és fenéklakó csontos halakkal táplálkozik.

## Szaporodása
Ál-elevenszülő (ovovivipar) porcos hal. Miután a kis ráják felélték a szikzacskóik „sárgáját”, a szikzacskók az emlősök méhlepényéhez hasonló burokká alakulnak át. Ebben az anyaállat nyálkával, zsírral vagy fehérjével táplálja kicsinyeit. Egy alomban 7 darab, 33 centiméteres kis rája van.

## Felhasználása
A Taeniurops meyenit ipari mértékben halásszák. Húsát és porcát hasznosítják. A sporthorgászok is kedvelik, akik aztán sértetlenül visszaeresztik a vízbe. Fogságban eddig csak 81 napon keresztül lehetett életben tartani. Ez a porcoshal legalább egy ember haláláért felelős.